# Dr. Margrit Egnér-Stiftung
Die Dr. Margrit Egnér-Stiftung ist eine schweizerische Stiftung. Das Interesse von Margrit Egnér galt schon während ihres Studiums an der Universität Zürich der anthropologischen Richtung der Psychologie. Diesem Thema widmete sie auch ihre Lizenziatsarbeit und ihre Doktorarbeit. Um diesem für sie zentralen Inhalt der Psychologie dauernde Unterstützung und Anerkennung zukommen zu lassen, gründete sie 1983 die Dr. Margrit Egnér-Stiftung. Sie verleiht jährlich einen Wissenschaftspreis an Verfasser von wissenschaftlichen Arbeiten im Fachgebiet «anthropologische und humanistische Psychologie», einschliesslich entsprechender Richtungen der Medizin und Philosophie. „Sie würdigt mit ihrem Preis Personen, die durch ihr Lebenswerk, das Verfassen einzelner hervorragender Arbeiten oder die praktische Tätigkeit auf wissenschaftlicher Grundlage zu einer humaneren Welt beitragen, in welcher der Mensch in seiner Ganzheitlichkeit im Mittelpunkt steht.“
Die öffentliche Preisverleihung findet jeweils am zweiten Donnerstag im November statt. Nach einer Einführung ins jeweilige Thema des Jahres halten die drei Preisträger Referate zu ihrem Arbeitsgebiet.
Die Stiftung wurde 1983 von Margrit Egnér (1922–2000) gegründet. Der Sitz der Stiftung ist seit 1995 Meilen im Kanton Zürich.

## Themen und Preisträger
1985: Das In-der-Welt-Sein des Depressiven
- Bin Kimura, Kyoto
- Hubertus Tellenbach, Heidelberg
- Dieter Wyss, Würzburg

1986: Das Problem des Leibes
- Wolfgang Blankenburg, Marburg
- Hermann Lang, Heidelberg
- Hans-Georg Gadamer, Heidelberg

1987: Die Situation
- Wilhelm Keller
- Detlev von Uslar, Zürich
- Ernst E. Boesch, Saarbrücken
- Alfred Kraus, Heidelberg
- Anerkennungspreis: René Zihlmann, Zürich

1988: Der Traum
- Medard Boss, Zürich
- David Foulkes, Atlanta
- Leo Gold, New Jersey
- Anerkennungspreis: Rudi Seitz, Langendorf

1989: Entwicklung und Lebensweg
- Bärbel Inhelder, Genf
- Hans Thomae, Bonn
- Ursula Lehr
- Anerkennungspreis: Albert Zacher, Würzburg

1990: homo patiens
- Reiner Wiehl, Heidelberg
- Wolfgang Jacob, Heidelberg
- Bruno Rutishauser, Zürich
- Anerkennungspreis: Harald Victor Knutson, Birkeland

1991: Zwischenmenschliche Beziehungen in Psychotherapie und Balint-Gruppen
- Wolfgang Loch, Tübingen
- Hans-Konrad Knoepfel, Zürich
- Jürg Willi, Zürich
- Anerkennungspreis: Johannes Fehr, Erlenbach

1992: Ethik und Werte
- Otfried Höffe, Freiburg
- Manfred Seitz, Erlangen
- Otto Dörr-Zegers, Santiago de Chile
- Anerkennungspreis: Hans-Martin Zöllner, Zürich

1993: Symbol und Wandlung
- Helmut Barz, Zumikon
- Frank Nager, Luzern
- Verena Kast, St. Gallen
- Anerkennungspreis: Toshio Kawai, Kyoto

1994: Das Öffnende und Verschliessende in der Sprache – Literatur und Psychoanalyse
- Jean Starobinski, Genève
- Peter von Matt, Dübendorf
- Anerkennungspreis: Christine Garbe, Berlin

1995: Das Fremde
- Ernst Tugendhat, Santiago de Chile
- Julia Kristeva, Paris
- Karl-Heinz Kohl, Mainz
- Anerkennungspreis: Elisabeth Weber, Santa Barbara

1996: Systemisches Denken in der Psychotherapie
- Bert Hellinger, Amring
- Cloé Madanes, Washington
- Fritz Simon, Heidelberg
- Anerkennungspreis: Roland Käser, Zürich

1997: Scham und Schuld
- Bernard Williams, Oxford
- Gabriele Taylor, Oxford
- Léon Wurmser, Towson
- Anerkennungspreis: Barbara Kamer-Risch, Zumikon

1998: Die Medizin in der Krise braucht die Philosophie
- Osborne P. Wiggins, Jr., Louisville
- Michael A. Schwartz, Cleveland
- Wilhelm Vossenkuhl, München/Stuttgart
- Anerkennungspreis: André Thali, Bellikon

1999: Das Rätsel Schizophrenie
- Helm Stierlin, Heidelberg
- Lyman C. Wynne, M.D., Ph.D., Rochester, New York
- Gaetano Benedetti, Basel
- Anerkennungspreis: Rolf Mösli, Kilchberg

2000: Philosophie an der Schwelle zum neuen Jahrtausend
- Jürgen Habermas, München-Starnberg
- Jürgen Mittelstrass, Konstanz
- Hans Saner, Basel
- Anerkennungspreis: Andrea Ermano, Zürich

2001: Psychopathologie und Kunst
- Inge Jádi, Heidelberg
- Alfred Bader, Le-Mont-sur-Lausanne
- Leo Navratil, Wien
- Anerkennungspreis: Annemarie Andina-Kernen, Zug

2002: Gelebte Kindertherapie
- Walter Spiel, Wien
- Dieter Bürgin, Basel
- Reinhart Lempp, Stuttgart
- Anerkennungspreis: Wolf Reukauf, Zürich

2003: Vom Wert der Werte – Anthropologische Pädagogik
- Klaus Hurrelmann, Bielefeld
- August Flammer, Bolligen
- Hartmut von Hentig, Berlin
- Anerkennungspreis: Jürg Frick, Zürich

2004: Psychotraumatologie
- Ulrich Schnyder, Zürich
- Andreas Maercker, Trier
- Ulrich Sachsse, Göttingen
- Anerkennungspreis: Peter Fässler, Winterthur

2005: Suizidologie
- Thomas Haenel, Basel
- Konrad Michel, Bern
- Manfred Wolfersdorf, Bayreuth
- Anerkennungspreis: Alice Bernhard-Hegglin, Zürich

2006: Gerontologie und Geriatrie
- Hans-Dieter Schneider, Villars-sur-Glâne
- Hans Förstl, München
- Hartmut Radebold, Kassel
- Anerkennungspreis: Ursula Schreiter Gasser, Zürich

2007: Ethik und Geist in der Medizin – die wahre Bio-Medizin
- Klaus Dörner, Hamburg
- Gerald Ulrich, Berlin
- Heinz Stefan Herzka, Zürich
- Anerkennungspreis: Jan Hauser, Tann

2008: Anthropologische Psychologie und Psychopathologie – Die Rettung der Seele
- Hellmuth Benesch, Mainz
- Daniel Hell, Zürich
- Florian Langegger, Zürich
- Anerkennungspreis: Annina Hess-Cabalzar und Christian Hess

2009: Borderline
- Christa Rohde-Dachser, Hannover
- Peter Fiedler, Heidelberg
- Birger Dulz, Hamburg
- Anerkennungspreis: Rita Signer, Bern

2010: Musik
- Manfred Spitzer, Ulm
- Rolf Oerter, München
- Helga de la Motte-Haber, Berlin
- Anerkennungspreis: Arthur Godel, Binningen

2011: Interpretation und Be-Deutung
- Ernst Plaum, Eichstätt
- Jochen Fahrenberg, Freiburg im Breisgau
- Udo Rauchfleisch, Binningen
- Anerkennungspreis: Iris Blum, Zürich

2012: Der Leib im psycho-somatischen und somato-psychischen Verständnis
- Alice Holzhey, Zürich
- Hermann Faller, Würzburg
- Thomas Fuchs, Heidelberg
- Anerkennungspreis: Theodor Meissel

2013: Lebenskunst
- Marianne Gronemeyer, Friesenheim
- Wilhelm Schmid, Berlin
- Annemarie Pieper, Rheinfelden
- Anerkennungspreis: Friedhelm Decher, Wenden

2014: Zeit und Zeitgeist
- Michael Schmidt-Degenhard, Düsseldorf
- Hermann Schmitz, Kiel
- Dietrich von Engelhardt, Karlsruhe
- Anerkennungspreis: Fabio Gossweiler, Zürich

2015: Schmerz
- Eli Alon, Zürich
- Luc Ciompi, Belmont-sur-Lausanne
- Jürg Kesselring, Valens
- Horst Kächele, Berlin

2016: Arbeit und Organisation: Der Mensch im Mittelpunkt
- Oswald Neuberger, Augsburg
- Dieter Frey, München
- Peter Friederichs, Kirchheim und München

2017: Zivilisation und Triebe
- Till Bastian, Isny
- Albert von Schirnding, Egling
- Peter Schneider, Zürich

2018: Macht und Gewalt
- Brigitte Boothe, Hüntwangen
- Joachim Küchenhoff, Liestal
- Wulf Bertram, Stuttgart

2019: Verantwortung
- Jürgen Kriz, Osnabrück
- Horst Haltenhof, Plauen
- Gerhard Danzer, Berlin

2021: Selbst und Selbstbestimmung
- Julius Kuhl, Osnabrück
- Nicola Baumann, Trier
- Maja Storch, Zürich

2022: Ars psychiatrica? Im Spannungsfeld von Evidenzen, Werten und Subjektivität
- Matthias Bormuth, Oldenburg
- Bill Fulford, Oxford
- Katrin Luchsinger, Zürich

2024: Autonomie, respektvoller Dialog – und Zwang? Eine Herausforderung für die Psychiatrie
- Momo Christen, Bern
- Nikola Biller-Andorno, Zürich
- Tilman Steinert, Ravensburg